# Julius Cohn

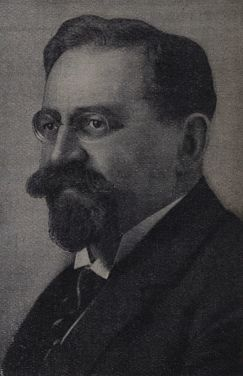
Rabbiner Dr. Julius Cohn
courtesy of the Leo Baeck Institute

Julius Cohn (geboren am 5. Dezember 1878 in Graudenz; gestorben am 18. März 1940 in Golders Green) war ein deutscher Rabbiner.

## Leben
Julius Cohn, Sohn eines Kultusbeamten und Lehrers an der Israelischen Gemeindeschule in Graudenz, studierte nach dem Schulbesuch in Leeds und Abitur 1900 am Königlichen Gymnasium in Gnesen an der Humboldt-Universität zu Berlin orientalische Philologie, Geschichte und Philosophie und daneben auch Medizin. Als Student betätigte er sich auch künstlerisch. Bei einem Preisausschreiben der Zeitschrift Ost und West mit den Preisrichtern E. M. Lilien, Hermann Struck und Lesser Ury erhielt er 1902 für sein Gemälde Uwo Lezion Goël (Es kommt der Erlöser nach Zion) den zweiten Preis (bei Nichtvergabe des ersten Preises), das dann unter dem Titel Heimatlos im Novemberheft abgedruckt wurde. 1908 wurde er mit seiner Dissertation Des Samuel al-Magrebi Abhandlung über die Pflichten der Priester und Richter bei den Karäern von der Universität Heidelberg zum Dr. phil. promoviert. Von 1907 bis 1913 studierte er an der Hochschule für die Wissenschaft des Judentums in Berlin mit Abschluss als Rabbiner. Daneben arbeitete er als Religionslehrer und Hilfsprediger der Jüdischen Gemeinde Berlin (1906–1915).
1915 wurde Cohn liberaler Rabbiner in Hoppstädten im Fürstentum Birkenfeld und Landrabbiner in Birkenfeld. 1917 trat er in den Allgemeinen Deutschen Rabbinerverband (ADR) ein. 1919 wechselte er nach Karlsruhe und arbeitete dort als 2. Stadtrabbiner mit Zuständigkeit auch für den Religionsunterricht, wobei er der Vereinigung für das liberale Judentum nahe stand. Als 1923 der 1. Stadtrabbiner Viktor Kurrein Karlsruhe verließ, übernahm Cohn dessen Vertretung. Von 1925 bis 1928 war er 2. Rabbiner und Religionslehrer in Stuttgart.

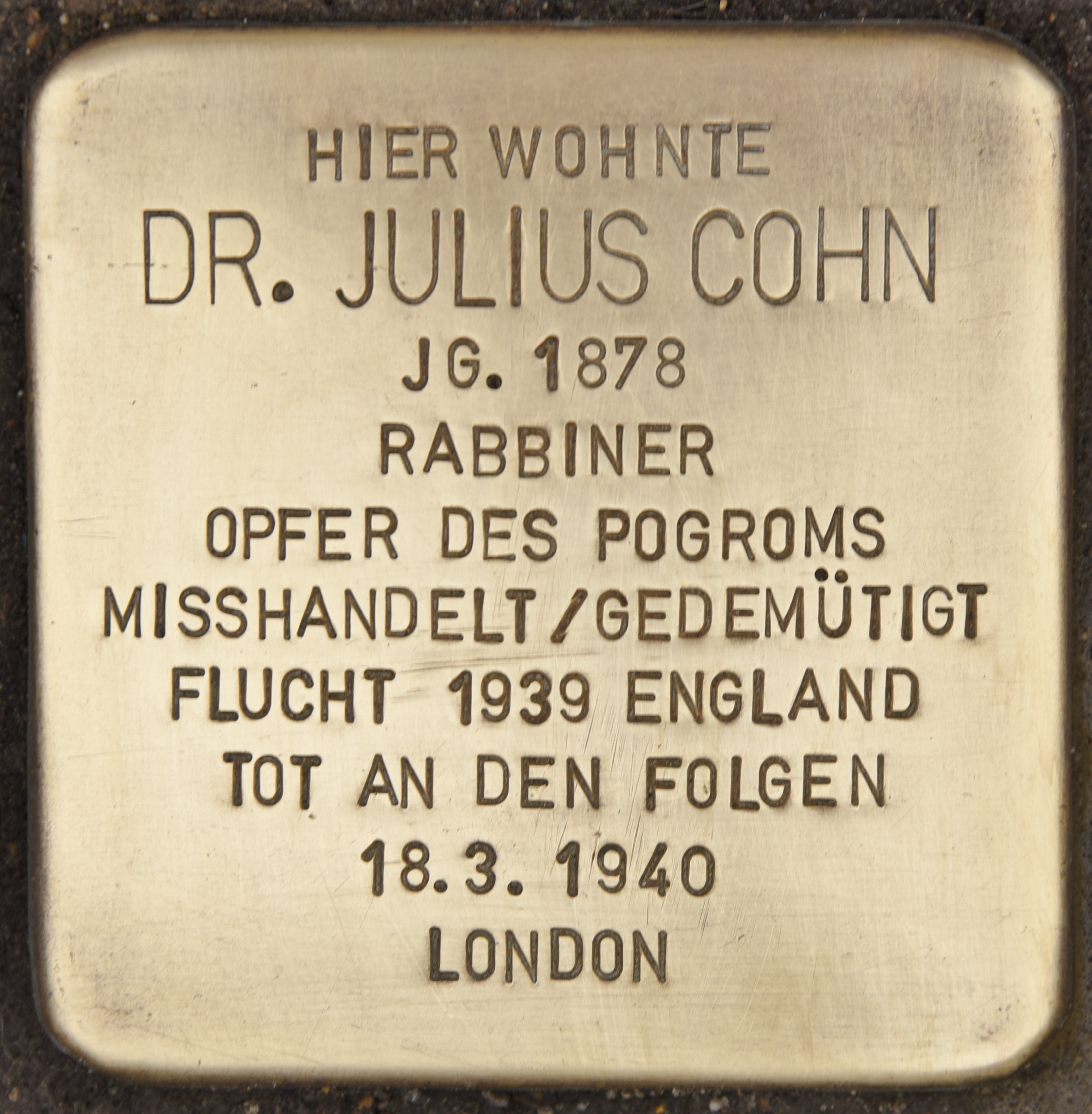
Stolperstein in Ulm

1928 wurde Cohn Bezirksrabbiner in Ulm. Nach dem Tode des Bezirksrabbiners Dr. Hermann Kroner 1930 betreute Cohn einige Zeit auch das Bezirksrabbinat Oberdorf am Ipf. Nach dem Tode seiner ersten Frau 1938 heiratete er Dorothea Meth (1904–1944), Tochter des Kaufhausbesitzers Alfred Meth (1875–1960) in Schwäbisch Gmünd. In der Reichspogromnacht 9./10. November 1938 wurde er, wie auch andere jüdische Ulmer, auf dem Weinhof in Ulm schwer misshandelt und verletzt, so dass er bis zum 5. Dezember im Krankenhaus behandelt wurde. Im Mai 1939 emigrierte er nach England, wo er ein Jahr später aufgrund seiner gesundheitlichen Schäden starb. Seine Witwe Dorothea Cohn arbeitete in ihrem Beruf im jüdischen Altenheim in Heilbronn-Sontheim, von wo sie mit ihren Pflegebefohlenen 1942 zunächst ins Ghetto Theresienstadt deportiert wurde. Sie verscholl dann 1944 im Konzentrationslager Auschwitz. 